# Phytomyptera maurokara
Phytomyptera maurokara är en tvåvingeart som beskrevs av Barraclough 1985. Phytomyptera maurokara ingår i släktet Phytomyptera och familjen parasitflugor. Inga underarter finns listade i Catalogue of Life.